# La Thuile (Italie)
Pour les articles homonymes, voir La Thuile.
La Thuile est une commune italienne alpine de la haute Vallée d'Aoste.

## Toponymie
Le toponyme apparaît sous plusieurs formes à partir de 1040, comme Thuilia, Tuelia, La Tueilli, Tuilla, Tullia et La Tuile. Ils dériveraient du mot français Tuile, ou bien du cognomen romain Tullius. Une orthographe alternative La Thuîle est également attestée.

## Géographie
La Thuile se situe dans le vallon du même nom, au fond de la cuvette creusée par le glacier du Ruitor à une altitude de 1441, au départ de la route qui conduit au col du Petit-Saint-Bernard et rejoint la vallée de la Tarentaise en Savoie.
C'est la commune la plus occidentale de la Vallée d'Aoste.

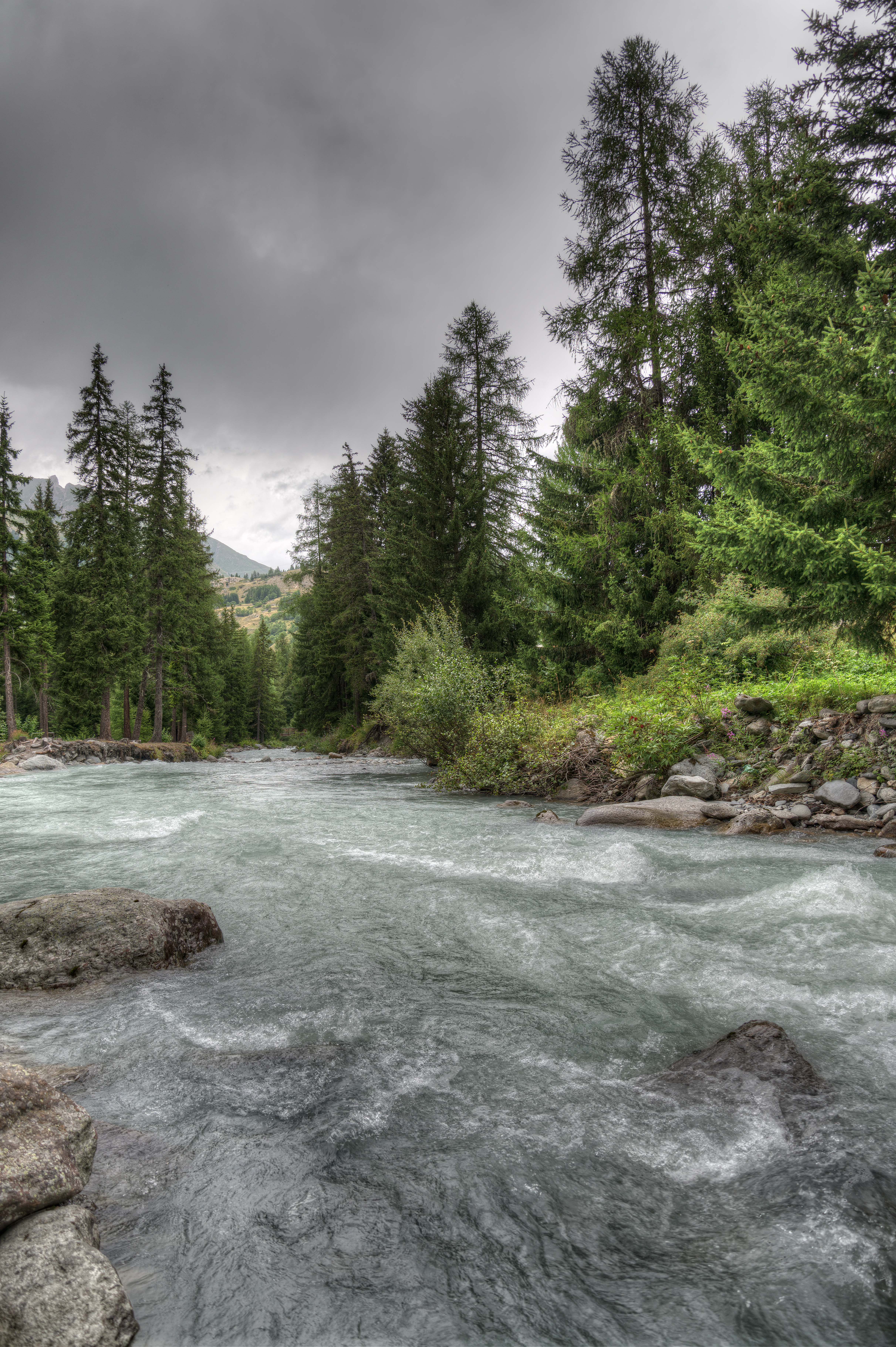
Le torrent Rutor.
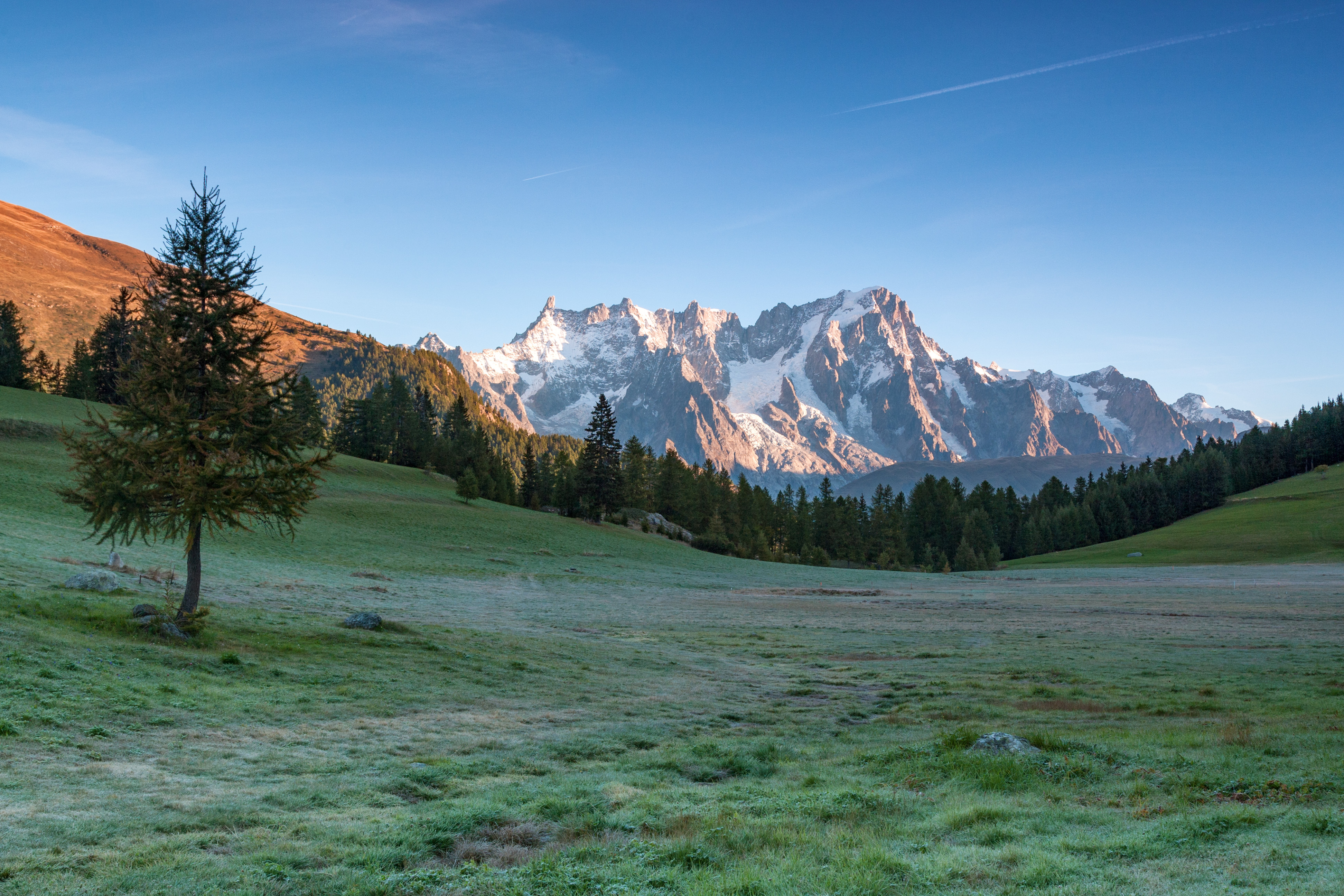
La Dent du Géant et les Grandes Jorasses vus de Petosan.
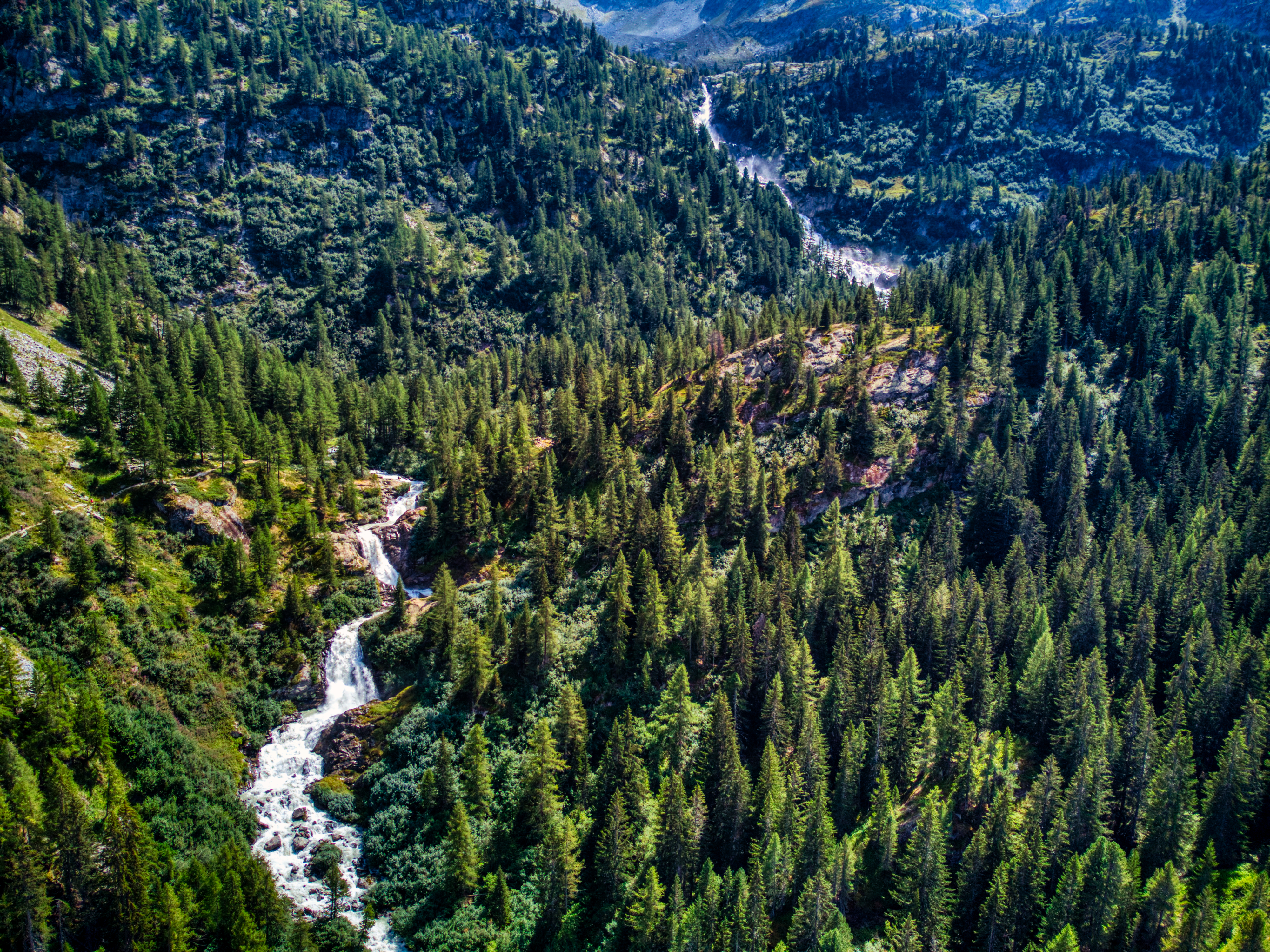
Les cascades du Rutor.
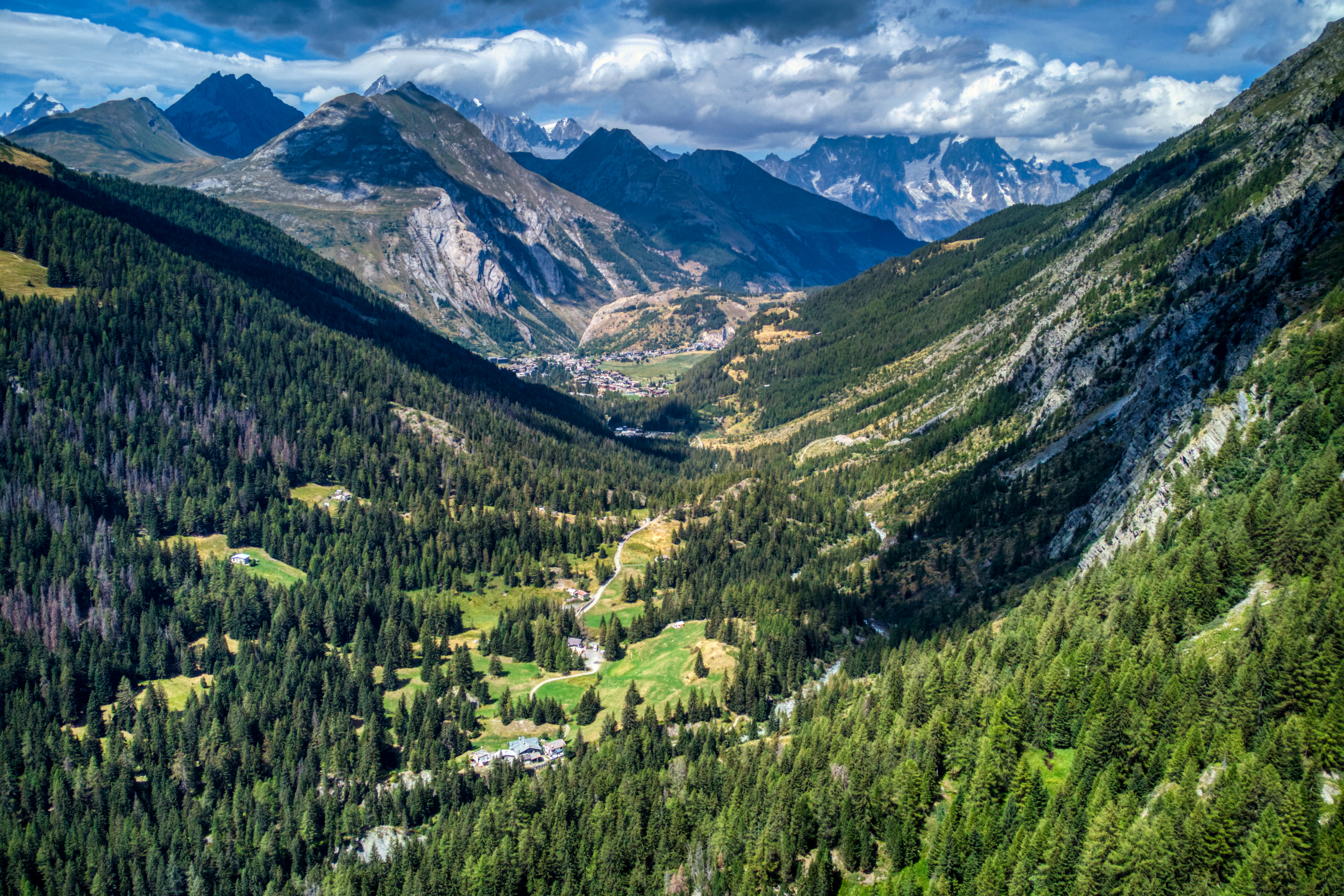
Le torrent Rutor et La Thuile.

### Hameaux
Buic, Thovex, Moulin, Villaret, Bathieu, Entrèves, Petite Golette, Grande Golette, Pont Serrand, Arly, Les Granges

### Lieux-dits
La Joux, Pierre-carrée, Preyllon, Les Suches, Petit-Saint-Bernard, Petosan, Faubourg, Preylet

### Alpages
Rutor, Plan-Veilet, La Thuilette, Terrier du Porassey, Savarettaz, Tormotte.

Localisation de la commune de La Thuile à l'intérieur de la Vallée d'Aoste.

## Histoire
La Thuile est située sur un passage majeur entre la France et l'Italie. Ce village était connu sous le nom d'Ariolica à l'époque romaine et de Thuilia au Moyen Âge.
La Thuile fut l'une des toutes premières propriétés de la maison de Savoie, avec la vallée de la Tarentaise et la Maurienne au Xe siècle. Elle joua un rôle très important du point de vue militaire entre le XVIIIe siècle et la première moitié du XXe, le col du Petit-Saint-Bernard étant le point de contrôle de la Tarentaise et du duché d'Aoste, et par conséquent le cœur des conflits entre le royaume de France et le royaume de Sardaigne (notamment la guerre de la Ligue d'Augsbourg, la guerre de Succession d'Espagne, guerre de Succession d'Autriche, et la campagne d'Italie). La Thuile comme ses voisines savoyardes fut régulièrement saccagée par les troupes françaises qui passèrent et repassèrent plusieurs fois en direction de l'Italie, mais, riche de l'exploitation des gisements de houille sous le plateau du Ruitor, elle se releva chaque fois de ses ruines.

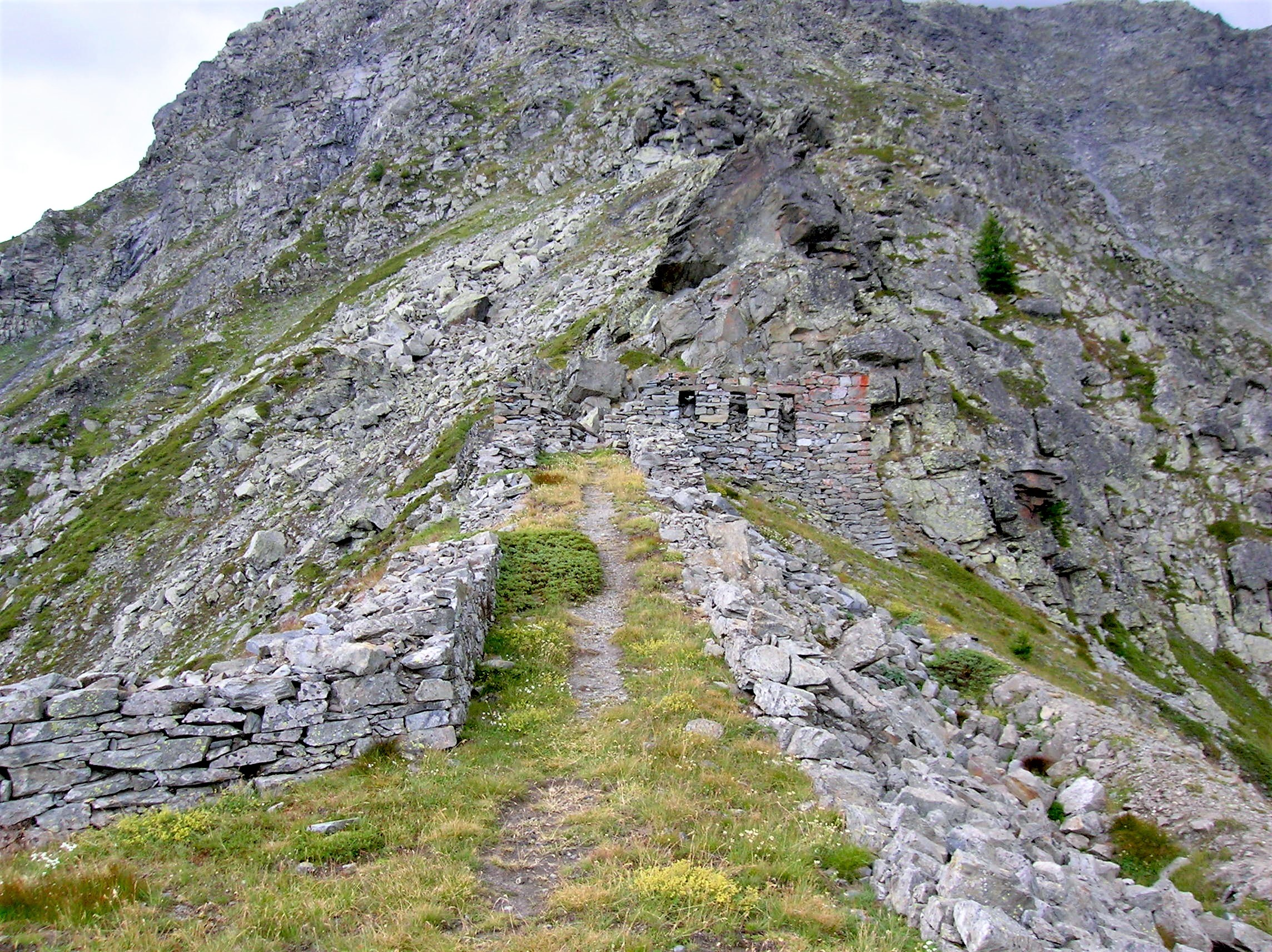
La ligne de défense au col de la Croix.

Le 10 juin 1940, ici eurent lieu les combats entre l'armée française et l'armée de l'Italie fasciste, lorsque celle-ci lui déclara la guerre. Cette attaque déclenchée contre la France, qui avait déjà été vaincue par les Allemands, fut définie comme un « coup de poignard dans le dos ». Après le 8 septembre 1943, ici s'affrontèrent les partisans valdôtains, unis aux maquisards français, contre les troupes d'occupation nazies.
En 1947, en application du traité de Paris, un territoire de 3,22 km2 appartenant jusqu'alors à la commune de La Thuile et comprenant l'Hospice du Petit-Saint-Bernard, fut rendu à la commune de Séez.
Elle venait rectifier l'annexion de facto et illégale de ce territoire par la commune de La Thuile à la suite d'une épidémie de peste en Tarentaise, poussant les habitants à ériger un cordon sanitaire franchissant la frontière alors établie entre les deux communes.

Ce traité n'est jamais venu détériorer les liens et l'amitié ancestrale que ces deux vallées partagent.
Des mines d'argent, anthracite et charbon présentes sur le territoire de La Thuile ont été exploitées particulièrement par l'usine sidérurgique Cogne d'Aoste. Entre 1929 et 1962, la ligne de chemin de fer La Thuile - Arpy a été utilisée pour le transport des matériaux. Un téléphérique assurait la liaison avec la gare de Morgex.
En 1964 la Société générale suisse pour l'Industrie entama une étude pour le développement à La Thuile d'une station de ski dénommée « Valrutor » à l'initiative de Jean de Senarclens, mais les investisseurs genevois ne le suivent pas et la station finira par prospérer grâce à des capitaux italiens.

## Monuments et lieux d'intérêt

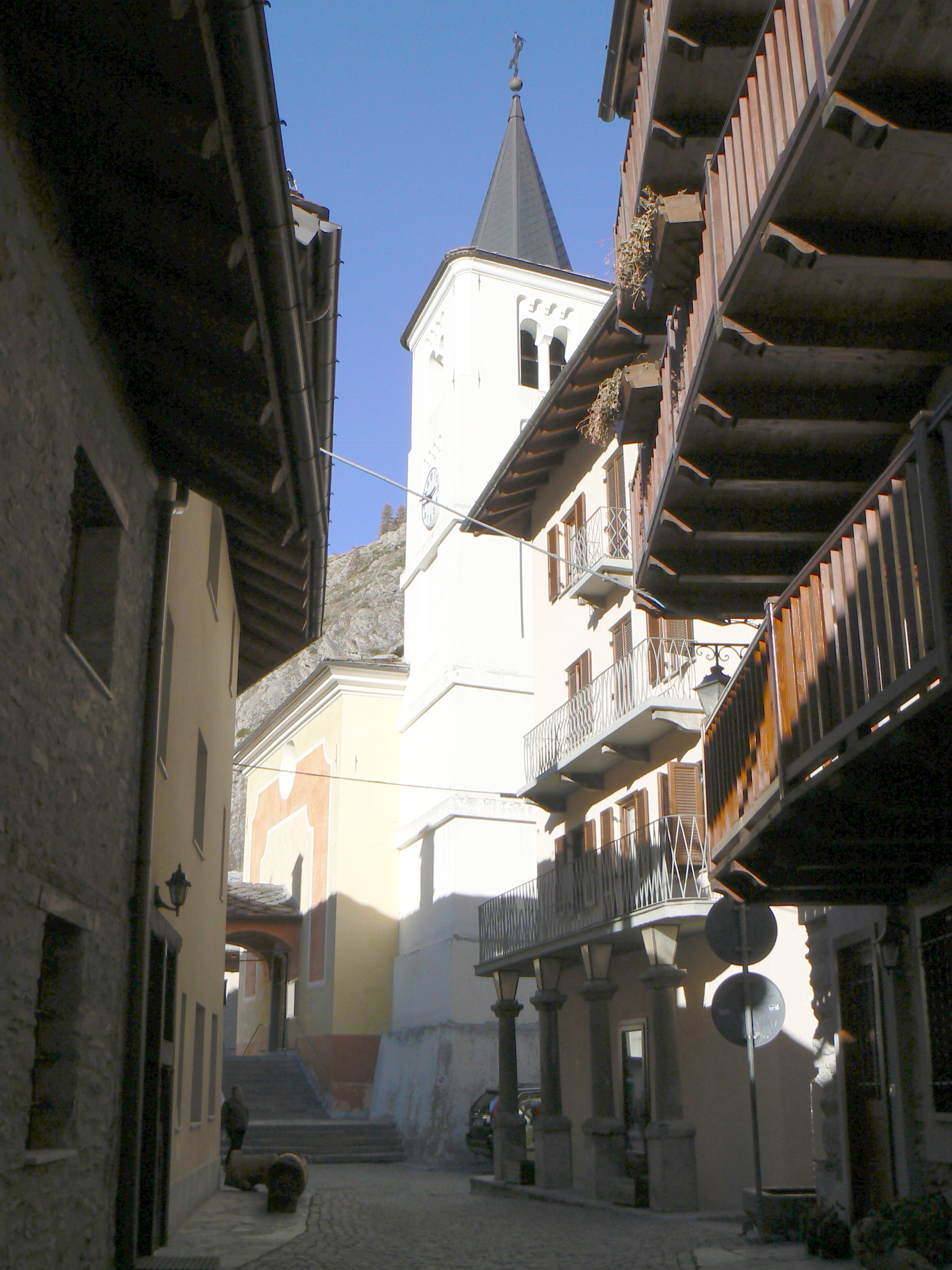
L'église paroissiale Saint-Nicolas.

- L'église paroissiale Saint-Nicolas, datant du XIIe siècle ;
- L'hospice mauritien ;
- Les fortifications bâties par la volonté du prince Thomas de Savoie au XVIIe siècle, qui permirent à l'armée de Savoie d'arrêter deux fois l'avancée des troupes françaises ;
- Aux XIXe et XXe siècles les rois d'Italie ont fait construire des fortifications et des tranchées sur la ligne de partage des eaux, dont les restes sont visibles encore aujourd'hui. Les tranchées dites du prince Thomas se situent au lieu-dit Mont du Parc le long de la route pour le col d'Arpy ;
- Un château se dressait autrefois à La Thuile, appartenant à la famille du Châtelar et dont rien ne nous est parvenu, sauf le toponyme du lieu-dit Châtelard ;
- Le lac Verney ;
- Le Jardin botanique alpin Chanousia, fondé par l'abbé Pierre Chanoux en 1897, au col du Petit-Saint-Bernard.

### Le col du Petit-Saint-Bernard
Le col se trouve à 2 188 mètres d'altitude, et son importance déjà à l'époque des Romains est témoignée par le cromlech du Petit-Saint-Bernard, une construction mégalithique construite par les Salasses, les ancêtres celtiques des Valdôtains, qui peuplaient autrefois ces montagnes. Le cromlech avait une fonction aussi bien astronomique que religieuse.
Ici se trouvent aussi des restes romains, comme la colonne de Jupiter (définie aujourd'hui la Colonne de Joux), qui appelaient ce col Alpis Graia, d'où le nom Alpes grées.
En raison de la présence de cette colonne, le col s'appelait Mons Minoris Iovis (Mont mineur de Jupiter) au Moyen Âge. L'hospice, bâti par la volonté des moines de Bernard de Clairvaux, était appelé Hospitale Columnæ Iovis (L'hôpital de la colonne de Jupiter).
Près de la frontière, en territoire français mais appartenant à la commune de La Thuile, se situe le jardin botanique alpin Chanousia, fondé par l'abbé valdôtain Pierre Chanoux en 1897.

## Société

### Évolution démographique
Habitants recensés

## Personnalités liées à La Thuile
- Robert Berton - historien
- Jean-Laurent Martinet - avocat et homme politique
- Raymond Vautherin - écrivain et linguiste

## Économie
La Thuile fait partie de la communauté de montagne Valdigne - Mont-Blanc.

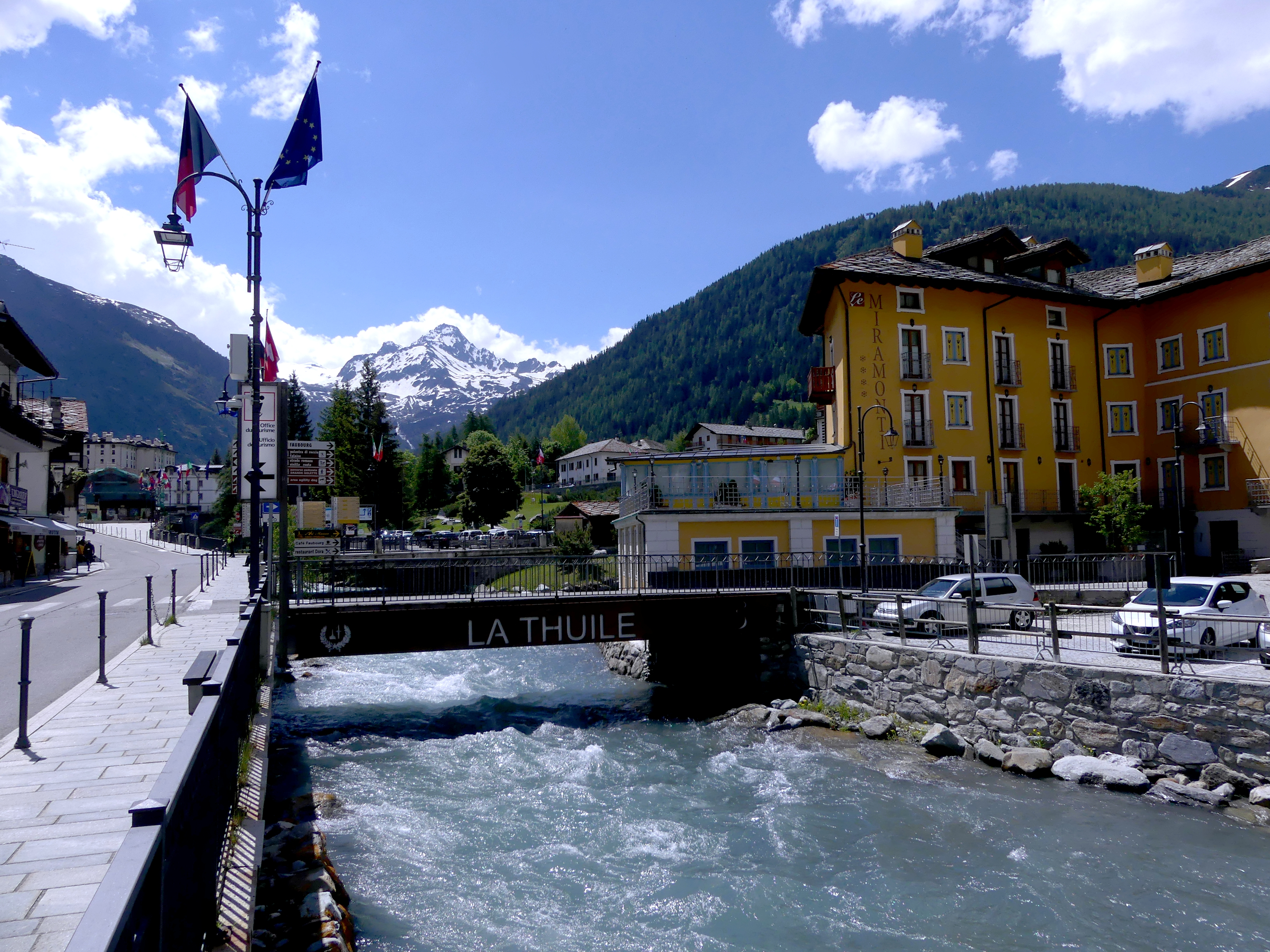
La Thuile.

### Ski
En hiver, la station de La Thuile est reliée depuis 1984 avec la commune savoyarde de La Rosière, à travers le col du Petit-Saint-Bernard, par le télésiège du Belvédère, côté valdôtain et le télésiège du Chardonnet et du téléski de Bellecombe, côté français. Cette liaison ouvre aux skieurs un domaine skiable commun — l'Espace Saint-Bernard — de 3000 hectares, 150 km de pistes desservies aujourd'hui par 38 remontées mécaniques.
Le domaine skiable de La Thuile compte quant à lui 92 km de pistes.
La Thuile accueille pour la première fois une étape de la Coupe du monde de ski alpin lors de la saison 2015-2016.

## Culture

### Langues et patois
À La Thuile, comme partout en Vallée d'Aoste, le français et l'italien sont sur un pied d'égalité.
Le patois local se différencie des autres parlers valdôtains par le fait de ressembler beaucoup au français standard, en raison de la proximité géographique et des contacts permanents avec les localités du versant français.

### Musées
Au hameau Entrèves se situe la Maison-musée Berton, un musée de l'artisanat dédiée à la mémoire et à l'œuvre des frères Robert et Louis Berton.

### Architecture traditionnelle
L'architecture des maisons de la commune, mêlent les maisons paysannes traditionnelles, les bâtiments communautaires des mineurs et les résidences pour les touristes.

## Fêtes, foires
- À la mi août, la Fête des bergers au col du Petit-Saint-Bernard, organisé avec les communes du versant savoyard (Séez, Bourg-Saint-Maurice, etc.)  - Les habitants des deux versants se réunissent au col du Petit-Saint-Bernard pour célébrer la Fête des bergers. Des batailles de reines, une messe, ainsi que divers attractions sont de rigueur : sculpture sur bois, dégustation des produits du terroir, danse et chants folkloriques. Cet événement  est très important aussi bien pour les Valdôtains que pour les Tarins, pour qui cette fête rappelle les liens historiques, culturels et économiques qui unissent ces deux vallées des Alpes, mais également pour les habitants de la haute Maurienne, très proches géographiquement, qui empruntaient régulièrement ce col pour leurs échanges avec la Suisse, étant également culturellement et historiquement proches avec la Vallée d'Aoste ;
- La Pass’ Pitchü, la fête de la réouverture du col du Petit-Saint-Bernard après l'hiver, organisée à tour par les communes de La Thuile et de Séez.

## Administration

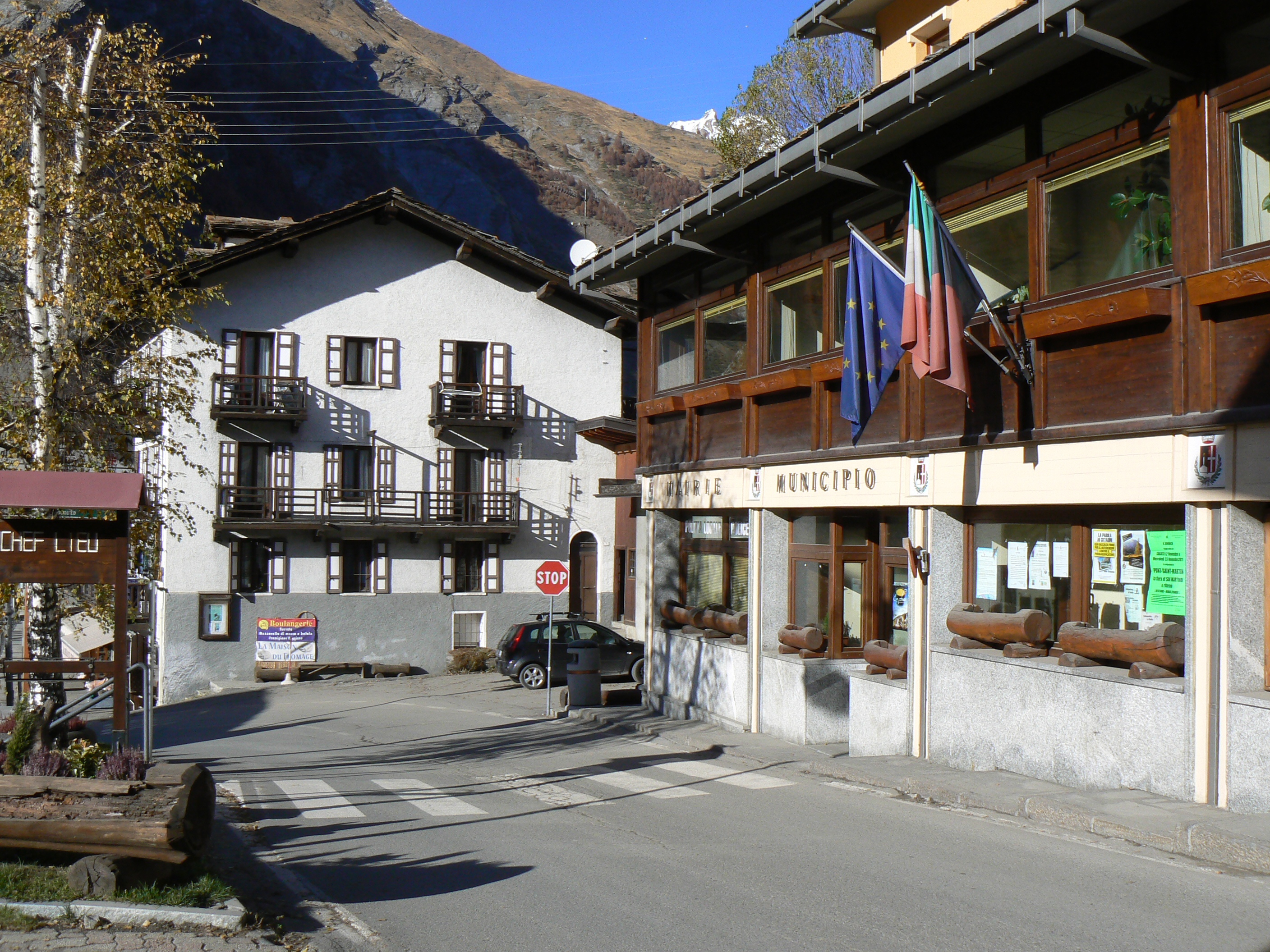
La maison communale

| Période                                  | Période     | Identité         | Étiquette     | Qualité |
| ---------------------------------------- | ----------- | ---------------- | ------------- | ------- |
| 9 mai 2005                               | 24 mai 2010 | Gilbert Roulet   |               | Syndic  |
| 24 mai 2010                              | 10 mai 2015 | Carlo Orlandi    | Liste civique | Syndic  |
| 11 mai 2015                              | En cours    | Mathieu Ferraris | Liste civique | Syndic  |
| Les données manquantes sont à compléter. |             |                  |               |         |

### Communes limitrophes
Arvier, Avise, Bourg-Saint-Maurice (FR-73), Courmayeur, La Salle, Montvalezan (FR-73), Morgex, Pré-Saint-Didier, Sainte-Foy-Tarentaise (FR-73), Séez (FR-73), Valgrisenche

### Jumelages
- La Rosière (France) - depuis 1984[4].
- Alassio (Italie) - depuis 2013.
- Laigueglia (Italie) - depuis 2013.